# Solo lei mi dà
Solo lei mi dà è una canzone eseguita dal gruppo catanese degli Sugarfree, primo estratto dalla ristampa "repackaging" del loro album d'esordio Clepto-manie del 2004.

## Descrizione
Il brano, scritto da Fortunato Zampaglione, è stato presentato al Festival di Sanremo 2006 nella categoria "Gruppi", superando il primo turno e venendo eliminato in semifinale.

## Tracce
1. Solo lei mi dà
2. Inossidabile

## Classifiche
| Classifica (2006) | Posizione massima |
| ----------------- | ----------------- |
| Italia            | 12                |